# 도하나 가즈키
도하나 가즈키(일본어: 堂鼻 起暉, 1998년 12월 5일~)는 일본의 축구 선수이다.

## 구단 경력
그는 2021년 J3리그의 후쿠시마 유나이티드 FC에 입단했다. 2024년까지 97경기에 출전하여, 3득점을 넣었다. 2024년 7월 J2리그의 이와키 FC로 이적했다.